# Šargija

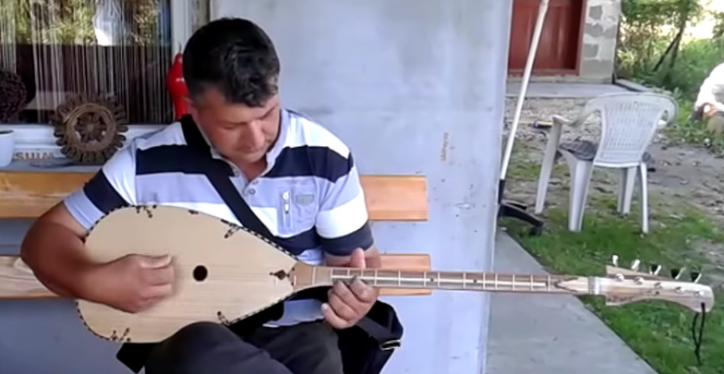
Šargija

Šargija

Šargija, auch Shargija, ist eine Langhalslaute, die in der Volksmusik der Balkanstaaten Bosnien und Herzegowina, Kroatien und Serbien gespielt wird.
Das Zupfinstrument wird zur Gesangsbegleitung, im Zusammenspiel mit einer Violine und zur Begleitung des Kolo-Reigentanzes eingesetzt. Die Šargija hatte ursprünglich drei einzelne Saiten, es gibt auch doppelchörige Instrumente mit sechs oder sieben Saiten, falls ein Chor aus drei Saiten besteht. Die Saiten werden alle zugleich angeschlagen (englisch strumming). Eine übliche Stimmung ist c–g–d.
Verwandt mit der Šargija ist die Sharki in Albanien, die Tambura in Mazedonien und die Saz in der Türkei.